# Kaitlin Cooper
Kaitlin Cooper (1991), in het eerste seizoen gespeeld door Shailene Woodley en vanaf het derde seizoen gespeeld door Willa Holland, is een personage uit de televisieserie The O.C..

## Seizoenen 1 & 2
Kaitlin is de dochter van Jimmy en Julie Cooper. Ze is tevens de jongere zus van Marissa Cooper. In het eerste seizoen heeft Kaitlin een kleine rol. Het is bekend dat ze een goede band heeft met Julie en dol is op paardrijden.
Vlak nadat haar moeder trouwt met Caleb Nichol, stuurt ze Kaitlin naar een kostschool, omdat ze denkt dat Kaitlin hier een beter leven zal hebben. Ze komt niet voor in het tweede seizoen.

## Seizoen 3
Tijdens een wintervakantie keert Kaitlin terug naar huis. Ze blijft hier in de trailer van haar moeder. Ze zoekt voor hulp bij Ryan Atwood als een jongen achter haar aanzit en geld van haar wil. Later blijkt dat ze dit van hem gestolen heeft.
Kaitlin krijgt al snel ruzie met haar zus als ze een relatie krijgt met haar vriend Johnny Harper. Johnny is echter verliefd op haar zus. Als zij hem weigert, wordt hij op een avond dronken en valt van een klif. Johnny overlijdt in het ziekenhuis aan verwondingen.
Als haar zus haar diploma haalt, keert ze hiervoor terug naar huis. Ze onthult voorgoed thuis te blijven en klaar te zijn de meest populaire student op Harbor te worden.

## Seizoen 4
Kaitlin is nu op school bevriend met Brad en Eric Ward, de jongere broers van Luke Ward. Als ze haar nieuwe stiefvader, Neil Roberts, ziet vreemdgaan, chanteert ze hem.
De band met haar moeder wordt slechter. Kaitlin begint net zo rebels te worden als haar moeder als ze begint te flirten met volwassen mannen en illegale praktijken, zoals stelen en drugs gebruiken, verricht.